# Киселёво (Ивановская область)
Киселёво — деревня в Палехском районе Ивановской области. Входит в Раменское сельское поселение.

## География
Находится в 6 км к юго-востоку от Палеха (8,3 км по дороге).

## Население
| 1859 | 1905 | 2010 |
| ---- | ---- | ---- |
| 116  | ↘92  | ↘0   |